# Wielki Wóz (asteryzm)

Wielki Wóz

Wielki Wóz – jeden z najbardziej rozpoznawalnych asteryzmów północnej półkuli nieba, złożony z siedmiu najjaśniejszych gwiazd gwiazdozbioru Wielkiej Niedźwiedzicy. W jego skład wchodzą α UMa (Dubhe), β UMa (Merak), γ UMa (Phecda), δ UMa (Megrez), tworzące kształt kojarzony z wozem; a także ε UMa (Alioth), ζ UMa (Mizar) oraz η UMa (Alkaid), tworzące trójgwiezdny dyszel wozu. Gwiazdy z czworoboku Wielkiego Wozu to tułów niedźwiedzicy, dyszel natomiast tworzy jej ogon.

## Nazwa i znaczenia
Pochodzenie nazwy Wielki Wóz wywodzi się wprost z układu zarysowanego na niebie przez poszczególne gwiazdy asteryzmu. Mimo że we wszystkich kulturach biorących udział w nazywaniu gwiazdozbiorów obszar ten oznaczano jako Wielką Niedźwiedzicę, to w wielu z nich dopatrywano się także wozu, chochli lub pługa. Obecnie rozpowszechniło się nawet używanie określenia Wielki Wóz dla nazywania całego gwiazdozbioru, mimo że Wielki Wóz to tylko część Wielkiej Niedźwiedzicy. Podobnie rzecz się ma do nazewnictwa gwiazdozbioru Małej Niedźwiedzicy, często nazywa się ją Małym Wozem.
Na 3 tysiące lat przed naszą erą Starożytni Egipcjanie utożsamiali najjaśniejsze gwiazdy obecnej Wielkiej Niedźwiedzicy z postacią bogini Tawaret. Mezopotamscy astronomowie natomiast doszukiwali się tu powozu lub wozu towarowego. Indianie północnoamerykańscy (z plemienia Siuksów), patrząc na gwiazdy tworzące czworobok Wielkiego Wozu, widzieli czterech mężczyzn niosących mary pogrzebowe i towarzyszących im żałobników (gwiazdy dyszla wozu). Podobnie było w kulturze arabskiej wczesnego średniowiecza, ówcześni astronomowie w gwiazdach Wielkiego Wozu doszukiwali się czworoboku mar oraz trzech towarzyszących im żałobnic. W nieco późniejszym okresie był on już wozem ciągniętym przez trójkonny zaprzęg z jeźdźcem Alkorem dosiadającym środkowego rumaka zaprzęgu – Mizara. Tak Wielki Wóz jest przedstawiany na mapach atlasu „Cosmographicus” Petera Apiana z 1524 roku. Mizar i Alkor znajdują się bardzo blisko siebie, tworząc układ wielokrotny. Dostrzeżenie obu gwiazd „gołym okiem” stanowiło swoisty test wzroku dla kandydatów na łuczników do arabskiej armii. Jeżeli adept był w stanie oprócz wozu z zaprzęgiem dostrzec także jeźdźca – Alkora – nadawał się na łucznika.

## Gwiazdy
Większość gwiazd Wielkiego Wozu oraz część z pozostałych należących do konstelacji Wielkiej Niedźwiedzicy należy do rozpadającej się już gromady otwartej. W 1870 roku wykazał to angielski astronom Richard Anthony Proctor. Do gromady nazwanej Strumieniem Wielkiej Niedźwiedzicy nie należą jedynie Dubhe oraz Alkaid, znajdują się w niej jednak nie tylko gwiazdy z tejże konstelacji, lecz także wiele innych gwiazd należących do innych gwiazdozbiorów. Są to między innymi: δ Aqr (Skat), β Aur (Menkalinan) oraz α CrB (Alphecca).
| Nazwa  | Oznaczenie Bayera | Typ widmowy                     | Wielkość Gwiazdowa (magnitudo) | Masa (Masa Słońca{\displaystyle M_{\odot }}) | Odległość od Słońca (ly) | Uwagi                                                               |
| ------ | ----------------- | ------------------------------- | ------------------------------ | -------------------------------------------- | ------------------------ | ------------------------------------------------------------------- |
| Dubhe  | α UMa             | G9III                           | 1,79                           | 4,25                                         | 122.9                    | Układ poczwórny gwiazd                                              |
| Merak  | β UMa             | A1V                             | 2,37                           | 2,513                                        | 96,5                     |                                                                     |
| Phecda | γ UMa             | Składnik A: A0V Składnik B: K2V | 2,41                           | 2,94                                         | 110,6                    | Układ podwójny                                                      |
| Megrez | δ UMa             | A2V                             | 3,32                           | 2                                            | 81,06                    | Układ potrójny                                                      |
| Alioth | ε UMa             | A1III                           | 1,77                           | 3                                            | 82,55                    | Gwiazda zmienna typu ACV                                            |
| Mizar  | ζ UMa             | A1,5V                           | 2,23                           | 2,5                                          | 85,8                     | Układ poczwórny, system tworzą dwie gwiazdy spektroskopowo podwójne |
| Alkaid | η UMa             | B3V                             | 1,86                           | 5                                            | 103,94                   |                                                                     |

## Wielki Wóz jako drogowskaz na nocnym niebie

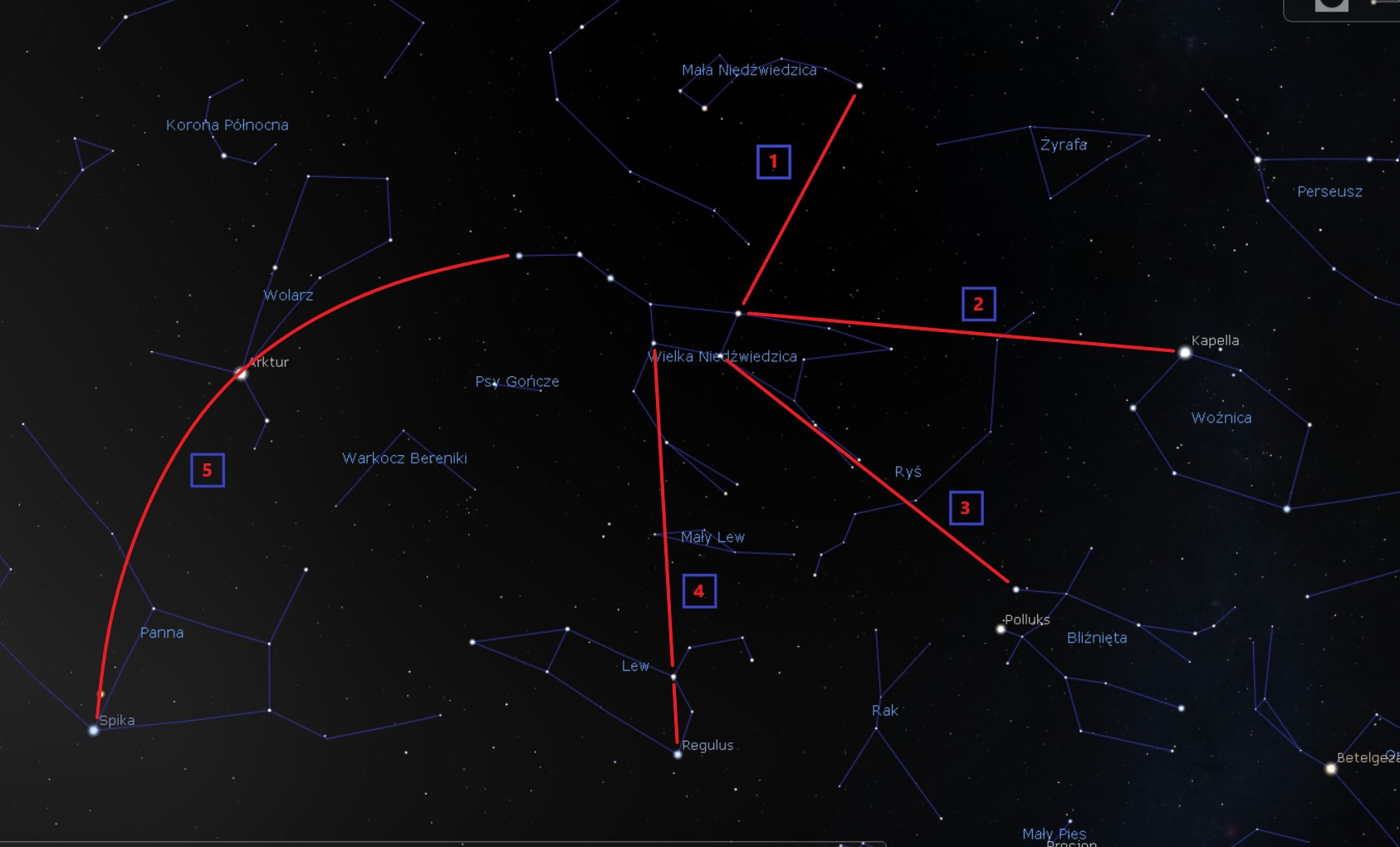
Wielki Wóz jako pomoc w orientacji na nocnym niebie

Znając lokalizację poszczególnych gwiazd Wielkiego Wozu na sferze niebieskiej, można posłużyć się nimi w celu odnalezienia innych gwiazd z konstelacji sąsiadujących z Wielką Niedźwiedzicą:  
- Pięciokrotne przedłużenie linii łączącej Merak i Dubhe wskazuje Polaris, gwiazdę północną zwaną też Gwiazdą Polarną (linia nr 1 na zamieszczonej obok ilustracji). Gwiazda ta świeci ponad biegunem północnym Ziemi, zatem dla obserwatorów na powierzchni Ziemi linia łącząca ją z horyzontem wskazuje kierunek północny.
- Linia biegnąca od Megrez do Dubhe wyznacza kierunek ku Kapelli, najjaśniejszej gwiazdy Woźnicy (linia nr 2).
- Kierując się od Megrez do Merak i pięciokrotnie przedłużając dzielącą je odległość można znaleźć Kastora z konstelacji Bliźniąt (linia nr 3).
- W celu znalezienia najjaśniejszej gwiazdy Lwa, Regulusa, należy przedłużyć linię łączącą Megrez z Phecdą (linia nr 4).
- Przedłużenie zakrzywionego dyszla Wozu celuje w Arktura w Wolarzu. Przedłużenie tego łuku jeszcze dalej pozwala odnaleźć Spikę, najjaśniejszą gwiazdę Panny (linia nr 5).

## Odwołania w kulturze

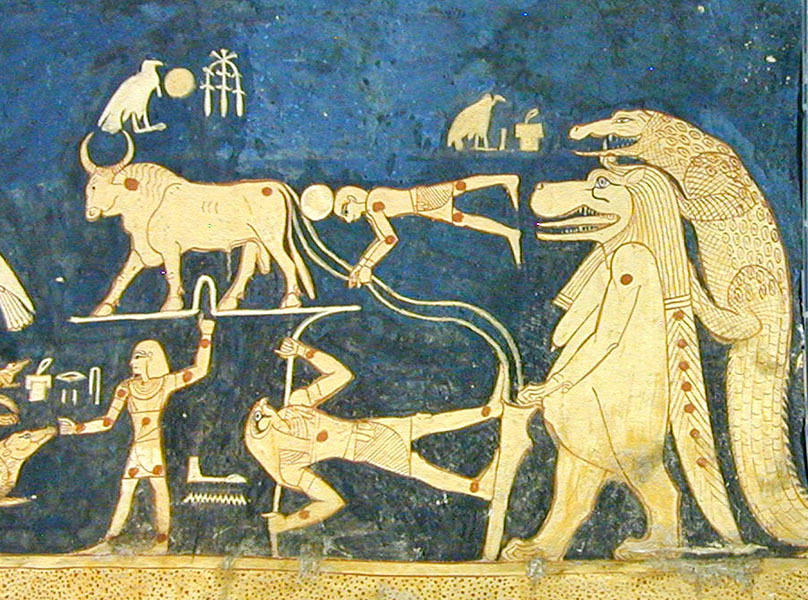
Gwiazdozbiory egipskie uwiecznione na sklepieniu grobowca Setiego I

Od czasów antycznych w kulturze zachowało się wiele odniesień do gwiazd Wielkiego Wozu. Wśród gwiazdozbiorów egipskich przedstawionych na sklepieniu „złotej sali” grobowca Setiego I (ok. 1300 r. p.n.e.) znajduje się Wół i jego Poganiacz mający bezpośredni związek z gwiazdami Wielkiego Wozu. Na kartach map i atlasów nieba używanych na przestrzeni wieków gwiazdy Wielkiego Wozu przedstawiane były z reguły jako niedźwiedzica, lwica lub wół. Inaczej obszar ten na mapach przedstawiał niemiecki astronom Peter Apian. W swoim dziele „Cosmographicus” Apian zamieścił ryciny przedstawiające gwiazdy wokół północnego bieguna niebieskiego: Małą Niedźwiedzicę (łac. Ursa Minor) i Wóz (łac. Plaustrum).

Księga VIII „Pana Tadeusza” rozpoczyna się od wywodu Wojskiego na temat astronomii. Tekst tejże księgi tłumaczy, jakim sposobem Wielki Wóz znalazł się na sferze niebieskiej.

Nieco wyżej Dawida wóz, gotów do jazdy,
Długi dyszel kieruje do polarnej gwiazdy
Starzy Litwini wiedzą o rydwanie owym,
Że niesłusznie pospólstwo zwie go Dawidowym,
Gdyż to jest wóz Anielski. Na nim to przed czasy
Jechał Lucyper, Boga gdy wyzwał w zapasy,
Mlecznym gościńcem pędząc w cwał w niebieskie progi,
Aż go Michał zbił z wozu, a wóz zrucił z drogi.
Teraz, popsuty, między gwiazdami się wala,
Naprawiać go archanioł Michał nie pozwala.

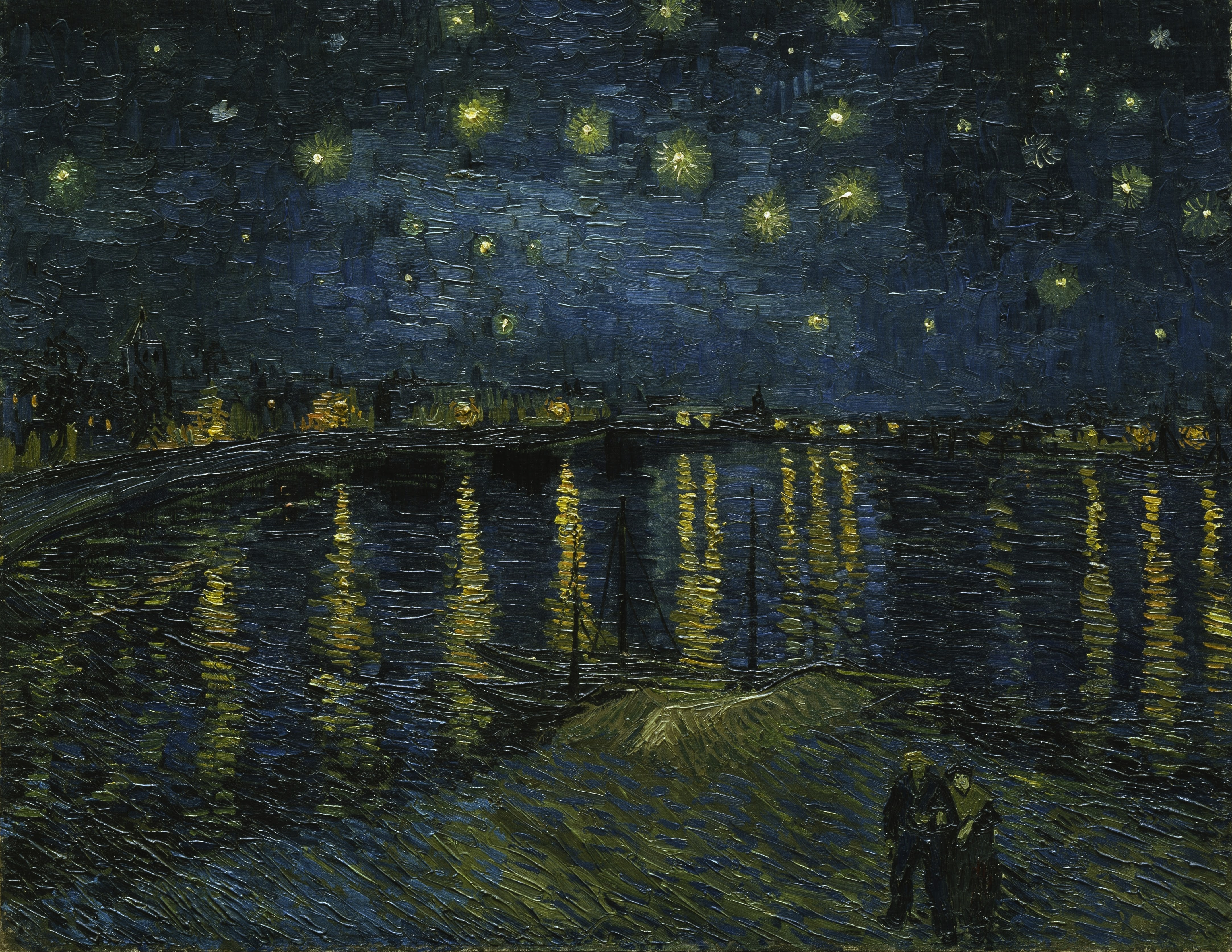
Vincent van Gogh – Gwiaździsta noc nad Rodanem

Motyw Wielkiego Wozu został wykorzystany przez słynnego holenderskiego malarza Vincenta van Gogha, który w 1888 roku uwiecznił go na obrazie Gwiaździsta noc nad Rodanem (ang. Starry Night Over the Rhone). Gwiazdy Wielkiego Wozu były także drogowskazem dla uciekających na północ Stanów Zjednoczonych niewolników w czasach przed zniesieniem niewolnictwa w stanach południowych, czego dokonano w 1865 roku poprzez wejście w życie 13. poprawki do konstytucji. Historie i drogi niewolników prowadzonych przez Wielki Wóz opisano w wielu książkach głoszących o walce z niewolnictwem m.in.„Follow the Drinking Gourd” pióra Frances Gaither (1940), czy książce dla dzieci pod tym samym tytułem napisanej oraz zilustrowanej przez Jeanette Winter (1988).
Gwiazdy Wielkiego Wozu zostały zamieszczone na wielu flagach oraz herbach. Znajdują się między innymi na fladze Starry Plough zaprojektowanej w 1914 roku dla Irlandzkiej Armii Obywatelskiej. Flaga ta została w późniejszym okresie zaadaptowana do użycia przez Socjalistyczny Irlandzki Ruch Republikański, a także inne irlandzkie organizacje polityczne. W 1930 roku flagę tę przeprojektowano, w efekcie czego powstała flaga używana do czasów obecnych. Wielki Wóz (wraz z Gwiazdą Polarną) znajduje się również na fladze stanowej Alaski.

Flaga Starry Plough (1914)
Flaga Starry Plough (1930)
Flaga stanowa Alaski